# Йорн Ланде
Йорн Ланне (норв. Jørn Lande, 31 травня 1968 року) — норвезький рок-вокаліст, композитор, автор пісень. Наразі він є одним із найвідоміших співаків у жанрах хеві-метал, хардрок та павер-метал. За час його творчої діяльності було продано понад 2 мільйони примірників. Йорн вирізняється винятковою працелюбністю — за неповні 20 років кар'єри взяв участь у записі понад 25 альбомів. Наразі співак виступає як сольно, так і в складі інших гуртів як сесійний вокаліст.

## Біографія

### Ранні роки
Йорн народився в провінційному норвезькому містечку Рюкан, на південний захід від столиці, у сім'ї музиканта. Серйозно займатися вокалом він почав у 9 років.
Молодий Ланде був учасником місцевих гуртів, виступав на концертах, записував демо та навчався музичного мистецтва. Перший справжній диск за його участі вийшов у 1992 році. Але справжня популярність співака прийшла порівняно пізно — у 26 років, коли він виконав гімн Норвегії (норв. «Alt for Norge» — «Все для Норвегії»), який звучав на чемпіонаті світу з футболу 1994 року.

### 1994—2000
Перший професійний альбом з Ланде в ролі вокаліста вийшов 1994 року, коли він був учасником гурту Vagabond (альбом — Vagabond). У складі гурту були Ронні Ле Текро (Ronni Le Tekrø) та Морті Блек (Morty Black) з норвезького хардрок гурту TNT. Було продано всього 10 000 примірників у Норвегії. Наступний альбом гурту, A Huge Fan Of Life, який вийшов у 1995 році за стилем був схожий на попередній, і популярності музикантам не приніс. У Європі альбом вийшов на власному лейблу. Гурт припинив своє існування в 1996 році, коли TNT возз’єдналися.
У 1998 році Йорна помітив колишній гітарист англійського хардрок-гурту Whitesnake та продюсер — Берні Марсден. Марсден хотів створити команду, яка б грала старі хіти Whitesnake періоду «золотого складу», а голос Ланде ідеально для цього підходив — за тембром і потужністю був дуже схожий на голос Девіда Ковердейла. Таким чином було сформовано гурт The Snakes. Гурт проіснував недовго, до 1999 року, випустивши лише один студійний (Once Bitten) та один концертний альбом (Live in Europe), обидва у 1998 році. Разом з Ланде та Марсденом у гурті грало чимало колишніх учасників Whitesnake — Мікі Муді, Ніл Мюррей, Козі Павелл.
Під час виступів у складі The Snakes, Йорн взяв псевдонім Джонні Ланде (англ. Johnny Lande). Також він скопіював деяку сценічну поведінку Ковердейла. Так, коли він під час концерту презентував музикантів, він називав їх «Мій друг …» 
Наступною сходинкою для вокаліста стала участь у норвезькому прогресив-метал гурті Ark та проєкті Beyond Twilight в 2000 році. У цей період він зміг повністю розкрити свій вокальний потенціал, за що його багато хто почав називати Діо нового тисячоліття або молодим Ковердейлом.

### Сольна діяльність
З 2000 року розпочав свою сольну діяльність, заснувавши гурт Jorn і випустив альбом Starfire.
У 2006 році вийшов найуспішніший альбом вокаліста The Duke, який закріпив за музикантом імідж сильного вокаліста та талановитого композитора. 
У 2007 році вокаліст випустив збірник каверів відомих хардрок гуртів 1970–1980 років з характерною назвою — Unlocking the Past (укр. Відкриваючи минуле)

### Masterplan
У 2001 році Ланде приєднався до німецького павер-метал гурту Masterplan, який був заснований колишніми учасниками іншого німецького метал-гурту Helloween Роландом Граповим та Улі Кушем. 18 листопада 2002 року вийшов сингл Enlighten Me, а повноцінний альбом (Masterplan) — 20 січня 2003 року.
2004 року гурт здобув нагороду «European Border Breakers Award» від Єврокомісії.
11 травня 2006 року Йорн покинув гурт через музичну суперечку з іншими музикантами: вокаліст жадав, щоб гурт робив мелодійнішу музику, решта бажала перейти на важчий звук.
25 липня 2009 року було оголошено, що Йорн Ланне повертається до гурту на правах повноцінного вокаліста.. 21 травня 2010 року вийшов новий альбом Masterplan — Time to Be King

### Участь з іншими проєктами
У 2007 році записався на альбомі 01011001 гурту Ayreon та альбомі The Scarecrow гурту Avantasia, обидва які вийшли в січні 2008 року. Також Йорн узяв участь у світовому турі Avantasia у 2009 році. Також він виконав понад 10 пісень на інших двох альбомах цього гурту — The Wicked Symphony та Angel of Babylon.
Також отримав велику популярність спільний проєкт Йорна Ланне та Рассела Аллена із Symphony-X — супергурт Allen / Lande. Музиканти у 2005 році випустили альбом The Battle, а також наступний — The Revenge у 2007 році.  Третій альбом, The Showdown вийшов восени 2010 року. У підтримку цього альбому був знятий промо ролик, де Йорн співає частину нової пісні.

## Дискографія

### Сольні альбоми (як JORN)
Рейтинг Allmusic:
| Дата виходу | Назва                  | Лейбл            | Тип альбому    | Рейтинг     |
| 2000        | Starfire               | Frontiers        | Студійний      | 2.5/5 зірок |
| 2001        | Worldchanger           | Frontiers        | Студійний      | 3.3/5 зірок |
| 2004        | Out to Every Nation    | AFM/The End      | Студійний      | 3.5/5 зірок |
| 2006        | The Duke               | AFM/Candlelight  | Студійний      | 3.5/5 зірок |
| 2007        | The Gathering          | Frontiers        | Збірник хітів  | 4.5/5 зірок |
| 2007        | Unlocking the Past     | Avalon/Frontiers | Альбом каверів | 2.5/5 зірок |
| 2007        | Live in America        | Frontiers        | Концертний     | 2.5/5 зірок |
| 2008        | Lonely Are The Brave   | Frontiers        | Студійний      | 4.5/5 зірок |
| 2009        | Live in America на DVD | Frontiers        | Концертний     | 3.5/5 зірок |
| 2009        | Spirit Black           | Frontiers        | Студійний      | 3.5/5 зірок |
| 2009        | Dukebox                | AFM              | Збірник хітів  | 2.5/5 зірок |
| 2010        | Dio                    | Frontiers        | Студійний      |             |

### Vagabond
- Vagabond (1994)
- A Huge Fan of Life (1995)

### The Snakes
- Once Bitten (1998)
- Live in Europe (1998)

### Mundanus Imperium
- The Spectral Spheres Coronation (1998)

### ARK
- ARK (1999)
- Burn The Sun (2001)

### Millenium
- Hourglass (2000)
- The Best Of... And More (2004)

### Beyond Twilight
- The Devil's Hall of Fame(інші мови) (2001)

### Nikolo Kotzev
- Nikolo Kotzev's Nostradamus(інші мови) (2001)

### Brazen Abbot
- Guilty As Sin (2003)

### Masterplan
- Enlighten Me (single) (2002)
- Masterplan(інші мови) (2003)
- Back For My Life (EP) (2004)
- Aeronautics(інші мови) (2005)
- Far From the End of the World (EP) (2010)
- Time to Be King(інші мови) (2010)

### Allen/Lande
- The Battle(інші мови) (2005)
- The Revenge(інші мови)(2007)
- The Showdown(інші мови)(2010)
- The Great Divide(інші мови) (2014)

### Кен Генслі
- Blood On The Highway (2007)
- Blood on the Highway – The Exclusive Release Concert (2008)

### Genius - A Rock Opera
- Episode 3: The Final Surprise (2007) as Apikor

### Avantasia
- Lost in Space Part I (2007)
- Lost in Space Part II (2007)
- The Scarecrow (2008)
- The Wicked Symphony (2010)
- Angel Of Babylon (2010)
- The Flying Opera (2011)
- Ghostlights(інші мови) (2016)
- Moonglow(інші мови) (2019)
- A Paranormal Evening with the Moonflower Society(інші мови) (2022)

### Ayreon
- 01011001(інші мови) (2008)

## Учасники сольного гурту

### Нинішній склад
- Торе Морен(інші мови) (Tore Moren)— гітара (Worldchanger, The Duke, Unlocking the Past, The Gathering, Live in America, Lonely Are The Brave, Spirit Black, Dio, Live in Black, Bring Heavy Rock to the Land, Live on Death Road, Heavy Rock Radio II, Over The Horizon Radar, гість на Starfire, додаткова гітара на Heavy Rock Radio).
- Адріан Сунде Б'єркетведт (Adrian Sunde Bjerketvedt [Adrian SB]) — гітара (Over The Horizon Radar).
- Франческо Джовіно (Francesco Jovino) — барабани (Heavy Rock Radio, Life On Death Road, Live on Death Road, Heavy Rock Radio II, Over The Horizon Radar).
- Алессандро Дель Веккіо(інші мови) (Alessandro Del Vecchio) — клавішні (Heavy Rock Radio, Life On Death Road, Live on Death Road, Heavy Rock Radio II, Over The Horizon Radar).
- Ейвінд Стронен (Øyvind Strønen) — бас (Live).

### Колишні учасники
- Ігор Джанола(інші мови) (Igor Gianola) — концертні виступи, додаткова гітара на Spirit Black.
- Йон Берг (Jon Berg) — гітара (додаткова гітара на Spirit Black).
- Еспен Мьоен (Espen Mjöen) — бас (додатковий бас на Lonely Are The Brave і Spirit Black).
- Джиммі Айверсен(інші мови) (Jimmy Iversen) — гітара (Spirit Black).
- Йорн Віґґо Лофстад(інші мови) (Jørn Viggo Lofstad) (Pagan's Mind) — гітара (Out to Every Nation, The Duke, Unlocking the Past, The Gathering, Lonely Are The Brave).
- Морті Блек(інші мови) (Morty Black) — бас (The Duke, The Gathering).
- Ян Аксель фон Бломберг(інші мови) (Jan Axel von Blomberg) — барабани (сесійна робота на Worldchanger).
- Магнус Розен(інші мови) (Magnus Rosén) — бас (Out to Every Nation).

- Стіан Крістофферсен(інші мови) (Stian Kristoffersen) — барабани (Out to Every Nation).

- Ронні Тегнер(інші мови) (Ronny Tegner) — клавішні (Out to Every Nation).
- Ральф Сантолла(інші мови) (Ralph Santolla) — гітара (гість на Starfire).
- Ронні Ле Текро(інші мови) (Ronni Le Tekrø) — гітара (гість на Starfire, Unlocking the Past — запис каверу The Day the Earth Caught Fire).
- Торе Естбі(інші мови) (Tore Østby) — гітара (гість на Starfire).
- Йон А. Нарум(інші мови) (Jon A . Narum) — барабани, семпли, бас, гітара, мелотрон (гість на Starfire).
- Даг Стокке(інші мови) (Dag Stokke) — клавішні (Starfire).
- Джон Макалузо(інші мови) (John Macaluso) — барабани (Starfire).
- Стайнар Крокмо(інші мови) (Steinar Krokmo) — бас (гість на Unlocking the Past).
- Тронд Гольтер (Trond Holter) — гітара (Traveller, Heavy Rock Radio).
- Тор Ерік Мюре (Tor Erik Myhre) — гітара (Dio, Live in Black).
- Алекс Байройдт(інші мови) (Alex Beyrodt) — гітара (Life On Death Road).
- Гас Джі (Gus G) — гітара (гість на Life On Death Road).
- Крейг Голді(інші мови) (Craig Goldy) — гітара (гість на Life On Death Road).
- Сід Рінгсбі(інші мови) (Sid Ringsby) — бас (Worldchanger, Lonely Are The Brave, Spirit Black, Live on Death Road, Heavy Rock Radio II, додатковий бас на Heavy Rock Radio).
- Нік Анджілері (Nic Angileri) — бас (Dio, Live in Black, Bring Heavy Rock to the Land, додатковий бас на Spirit Black і Heavy Rock Radio).
- Томас Беккеволд (Thomas Bekkevold) — бас (Heavy Rock Radio).
- Бернт Янсен(інші мови) (Bernt Jansen) — бас (Traveller).
- Мат Сіннер(інші мови) (Mat Sinner) — бас (Life On Death Road).
- Нік Маццукконі (Nik Mazzucconi) — бас (Over The Horizon Radar).
- Віллі Бендіксен(інші мови) (Willy Bendiksen) — барабани (The Duke, Unlocking the Past, The Gathering, Live in America, Lonely Are The Brave, Spirit Black, Dio, Live in Black, Bring Heavy Rock to the Land, Traveller, гість на Starfire, додаткові барабани на Heavy Rock Radio).
- Беата Полак(інші мови) (Beata Polak) — барабани (Live on Death Road)
- Крістіан Свендсен (Christian Svendsen) — барабани (Live)
- Лассе Єнсен(інші мови) (Lasse Jensen) — клавішні (додаткові клавішні на Heavy Rock Radio)
- Лассе Фінбрутен(інші мови) (Lasse Finbråten) — клавішні (гість на Live in America).